# 新疆维吾尔自治区博物馆
新疆维吾尔自治区博物馆（維吾爾語：شىنجاڭ ئۇيغۇر ئاپتونوم رايونلۇق مۇزېي‎），简称新疆博物馆，位于中国新疆维吾尔自治区乌鲁木齐市沙依巴克区，是新疆唯一的自治区级综合性地志博物馆。是国家一级博物馆、国家AAAA级旅游景区、全国爱国主义教育示范基地、全国中小学生研学实践教育基地、营地。新疆博物馆于1959年正式成立，最初办公地点设在新疆印刷厂内。1962年迁移到今址。2005年，新疆博物馆新馆建成并对外开放。2022年，新馆二期建设完成并开放，博物馆建筑整体平面呈“合”字，建筑面积达到49608平方米。
新疆博物馆常设《新疆历史文物展》《逝者越千年——古代干尸陈列馆》《瀚海珍衣——新疆古代服饰精品展》《中华史册——新疆出土文献展》等展览。新疆博物馆馆藏包括服饰、彩绘泥俑、纺织品、纸张、皮革、木器、陶器、玉器、金属器、石器、瓷器、干尸等24593件（套），其中珍贵文物2581件（套）。其中包括禁止出国（境）展览文物“五星出东方利中国”护膊等。
新疆博物馆拥有国家文物局“可移动文物修复一级资质”和“可移动文物技术保护设计乙级资质”，并建立有“纺织品文物保护国家文物局重点科研基地新疆工作站”和“纸质文物保护国家文物局重点科研基地新疆工作站”。

## 建馆历史

### 建馆初期
新疆博物馆的建立可追溯到1953年4月，新疆省人民政府批准成立了新疆博物馆筹备处，乌鲁木齐人民公园内的元宝楼暂时成为了新疆博物馆筹备处的地址。9月筹备处召开文物工作报告会后，开始组织人员前往新疆多地宣传文物政策并开始征集文物。筹备处还在同一年组织人员和西北文化局的考古同行们对北庭故城遗址、唐朝墩古城遗址进行考古。10月，筹备处和迪化市文化馆（今乌鲁木齐市文化馆）合作举办了文物图片展。
1954年，新疆博物馆筹备处在乌鲁木齐人民公园西侧新华印刷厂附近修建库房，用于放置文物、藏品。1955年，新疆博物馆首次举办《新疆文物展览》，展览设置在乌鲁木齐人民公园的丹凤朝阳阁内展出，因此，乌鲁木齐市民将丹凤朝阳阁视为新疆首座博物馆。1957年8月，新疆维吾尔自治区文物管理委员会筹备处与新疆博物馆筹备处合署办公，实行一个机构两块牌子。1959年初，在乌鲁木齐人民公园再次举办《新疆出土历史文物展览》。
1959年8月，新疆博物馆筹备处撤销，新疆维吾尔自治区博物馆正式成立，办公地点暂时设置在西大桥旁新疆印刷厂行政楼内，馆内机构除行政办公室外，还设有文物队、陈列组、保管组、征集组等。本计划当年年底在友好北路（今新疆美术馆附近）修建新疆博物馆，奠基仪式已举行，但最终因故未能执行。同年，全国人民代表大会常务委员会委员长朱德在新疆考察时，为博物馆题写了馆名“新疆维吾尔自治区博物馆”。

### 迁入新址
1962年夏，新疆博物馆迁至西北路132号（即今址，西北路581号）。7月，博物馆和新疆维吾尔自治区文管会、新疆维吾尔自治区展览馆合并。此时博物馆内有文物队、陈列组、保管组、行政办公室等部门。1963年10月1日正式开馆。文化大革命开始后，新疆维吾尔自治区博物馆革命委员会于1969年4月成立。1971年春，新疆博物馆一度被裁撤，工作人员合并至新疆维吾尔自治区展览馆。1972年，新疆科学院民族研究所考古组与新疆博物馆合并成立考古队。1978年，考古队从新疆博物馆分出，成立新疆维吾尔自治区考古研究所，隶属于新疆社会科学院。1984年，新疆博物馆内机构调整，设保管部、技术部、陈列部、研究室等。1990年代，博物馆又设立群众工作部，研究室则改为考古部，另新设资料室。
迁至新址时，新疆博物馆使用的是原新疆维吾尔自治区农业展览馆建筑，建筑中心为拱形穹顶，高30米。建筑两侧均是展览大厅，后部为中央展厅。建筑门面两侧有飞天瓷砖壁画，中央展厅和建筑门面均装饰有石膏花饰。室内设计具有新疆民族风格，展厅面积约7800平方米。新博物馆常设陈列包括：《新疆历史文物陈列》《新疆石窟壁画艺术展览》《新疆古尸展览》《新疆革命史资料展览》等。同时期，博物馆的考古队（包括后来的自治区考古研究所）对新疆境内数百处古遗址、古墓葬等遗存进行考古、发掘、清理。出土上万件具有历史价值的文物。博物馆为其中部分出土文物举办了《祖国丝织工艺》《汉唐时期新疆》《新疆原始社会专题展览》等专题陈列展以及《新疆古尸和文物》《新疆历史文物图片》等巡回展览。20世纪80年代，一批民族民俗文物归由新疆博物馆管理，博物馆以此布置《新疆民族民俗基本陈列》。20世纪90年代，博物馆对外交流日益增多，多次引进不同国家的展览，包括90年代初引进的《池田大作摄影展》《哈萨克斯坦博物馆油画展》等。

### 新馆建设
20世纪末，新疆博物馆新馆建设项目正式立项，2000年10月动工。2005年9月，新馆建成并对外开放。开馆之初所设陈列为《找回西域昨日辉煌——新疆历史文物展览》《逝而不朽惊天下——新疆古代干尸展览》等常设展览，另外也有《瀚海霓裳——西域服饰的记忆》等专题展。新疆博物馆在“乌鲁木齐新十景”的评选中胜出。2008年3月起，新疆博物馆开始免费对外开放。2016年新疆博物馆二期工程获批立项，在通过相关专家及乌鲁木齐市民的评选后，二期工程于2018年开工建设。2022年5月18日，总投资3.7亿元人民币的新疆博物馆二期正式对外开放。此时的新疆博物馆除行政部门外，还下设研究室、陈列部、保管部、考古部、技术部、文创部、宣教部、资料信息中心等处室。
2022年7月13日，中共中央总书记习近平在新疆考察期间前往新疆博物馆并参观《新疆历史文物展》。

## 主要陈列

### 新疆历史文物展
《新疆历史文物展》分布在新疆博物馆二期二层，该展以中国通史结合新疆地方史为现实，展示从先秦到清代，新疆发掘、征集的各类文物。《新疆历史文物展》自建馆之初首次布展起，经历数次改陈提升。博物馆二期建成后对外开放的《新疆历史文物展》的策划、筹备到开放历时至少4年。该展展出各个时期的文物从2019年900余件（组）增至2022年的1570件（组），其中包括吉仁台沟口遗址出土的世界首次发现的煤炭标本、裴岑纪功碑实物、等在内的近500件展出文物是首次亮相。展览共分为七部分，分别是先秦时期、两汉时期、魏晋南北朝时期、隋唐时期、五代宋辽金时期、元明时期、清时期。
《新疆历史文物展》主要原则是提醒新疆考古新成果、新发现、新研究，新疆11项全国十大考古新发现中，《新疆历史文物展》不同展厅展出有其中8项，如对入选2007年全国十大考古新发现的库车友谊路墓群之砖室墓的立体复原。所展出文物、展品具有三种共性，分别是实证历代中央王朝统辖治理新疆、揭示各民族交往交流交融历史内涵、讲述新疆为丝绸之路互鉴融通作出的重要贡献。

### 逝者越千年——古代干尸陈列

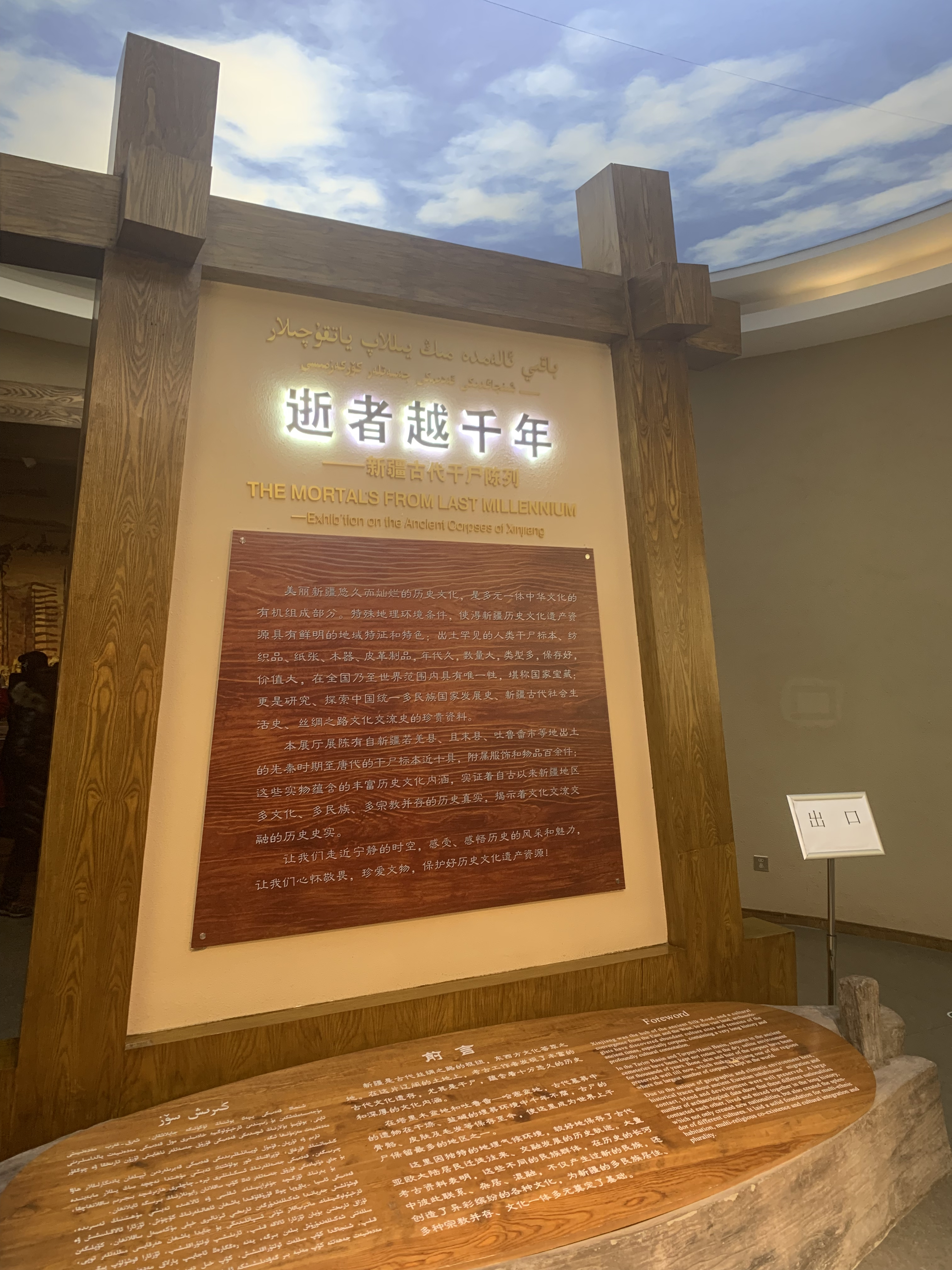
逝者越千年—古代干尸陈列

《逝者越千年——古代干尸陈列》位于新疆博物馆二层，该陈列曾于2015年改陈提升。《逝者越千年——古代干尸陈列》通过展示新疆古代干尸，结合饰品、纺织物、文书等随葬文物，共210件（组），再现新疆古民的生产生活和当时的社会风貌。该展共分为“黄沙珍藏的无声挽歌——塔里木盆地先民的生死求索”和“绿洲埋葬的千古英灵——吐哈盆地先民的历史重现”两个部分，展示包括从罗布泊、且末、哈密五堡、鄯善苏贝希墓地、阿斯塔那古墓群等从先秦到唐代的干尸。展出的著名干尸包括楼兰美女、小河公主、且末宝宝、麹氏高昌左卫大将军张雄等。

### 瀚海珍衣——新疆古代服饰精品展

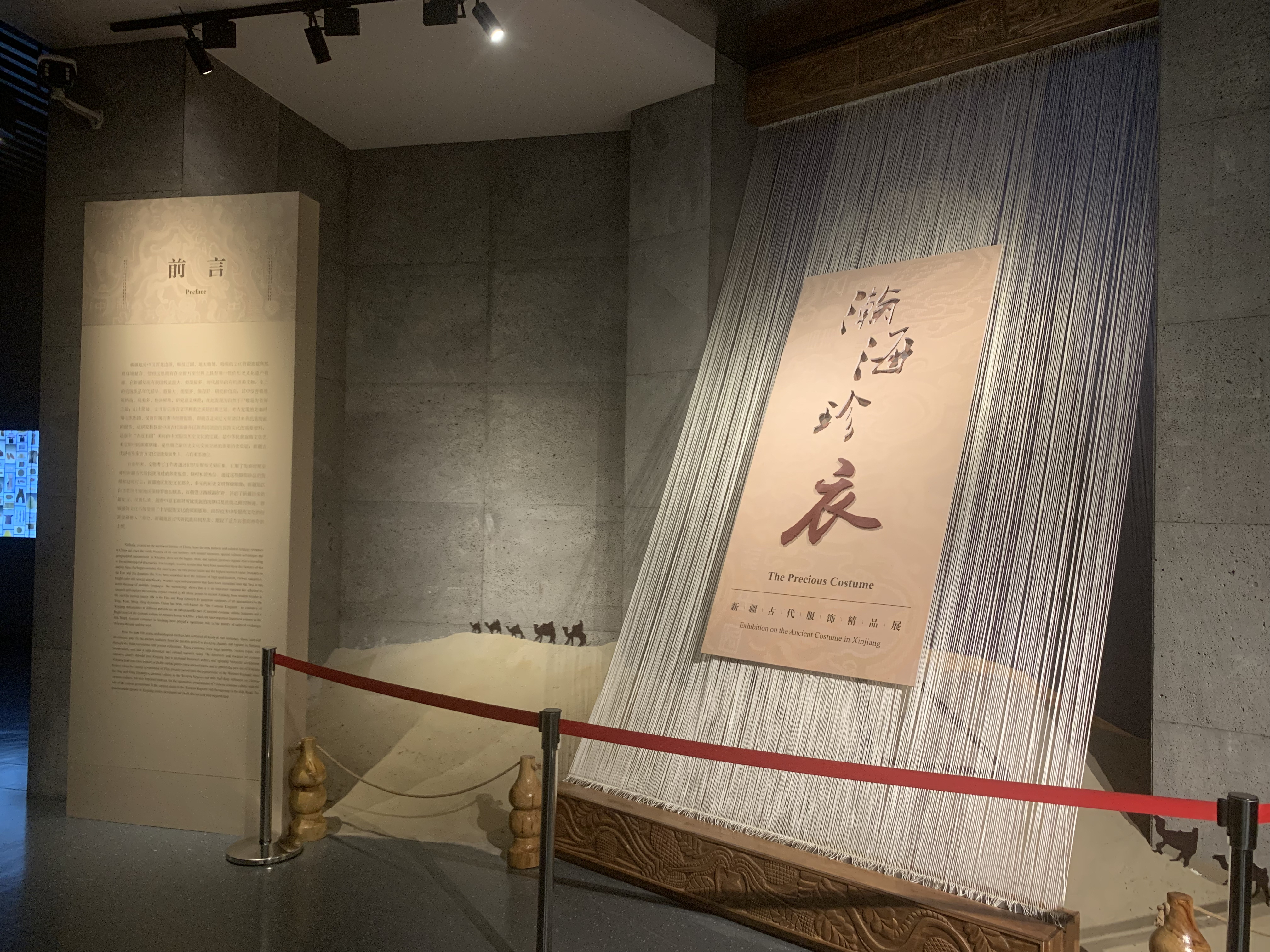
瀚海珍衣——新疆古代服饰精品展

《瀚海珍衣——新疆古代服饰精品展》最初为2010年布展的《瀚海珍衣——西域服饰的记忆》，后新疆博物馆与中国国家博物馆合作推出了《丝路霓裳——新疆古代服饰展》。2018年9月，经过近一年的改陈提升工作后，《瀚海珍衣——新疆古代服饰精品展》开幕。《瀚海珍衣——新疆古代服饰精品展》位于新疆博物馆二层，展览展出自先秦到明清时期的新疆地区古代服饰、鞋帽、饰品等，比如扎滚鲁克古墓群出土的白地棕条纹毛布短袖上衣、阿拉尔墓葬出土的灵鹫对羊锦袍等。

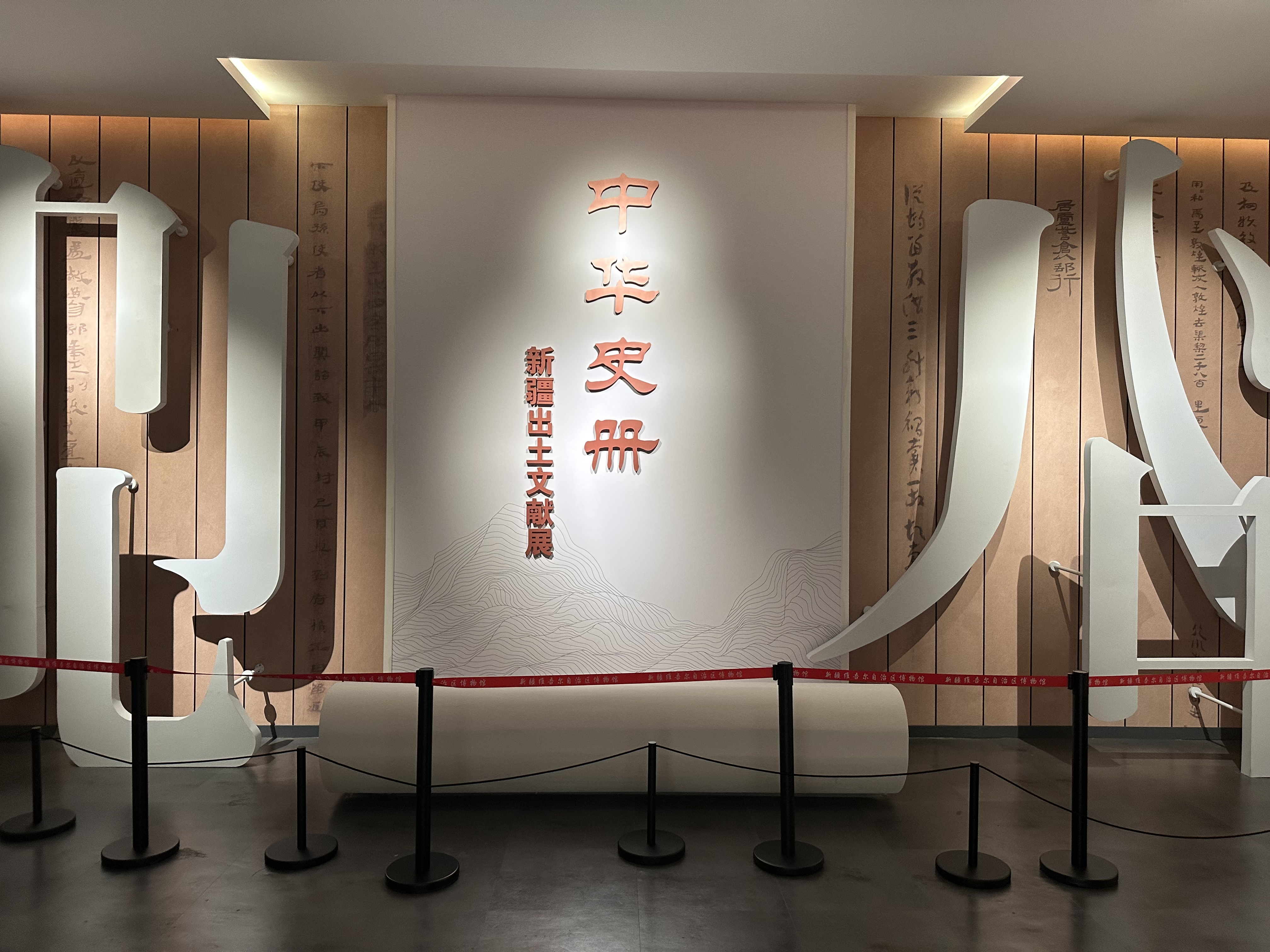
中华史册——新疆出土文献展

### 中华史册——新疆出土文献展
《中华史册——新疆出土文献展》于2023年8月开展，位于新疆博物馆二期三层。《中华史册——新疆出土文献展》共分为4部分，“简帛文书”“纸质文书”“碑刻墓志”“研究保护”，展出文物150件（组），包括从新疆古遗址、古墓葬等获得的简牍、纸质文书、帛书、砖志、石刻石碑、题记等，如《仓颉篇》木简、咸亨四年（673年）左憧熹生前功德及随身钱物疏、回鹘文《弥勒会见记》等。文物所涉及内容包括军事、政治、经济、文化、交通等诸多方面。

## 重要文物
按“全国博物馆年度报告信息系统”记载，截止2021年，新疆博物馆馆藏各类文物和标本24593件（套），珍贵文物2581件（套）。其中国家一级文物390件（套），约占全疆总数的60%。以纺织品、纸质文书、彩绘泥塑、古代干尸标本为特色藏品。

### “五星出东方利中国”护膊

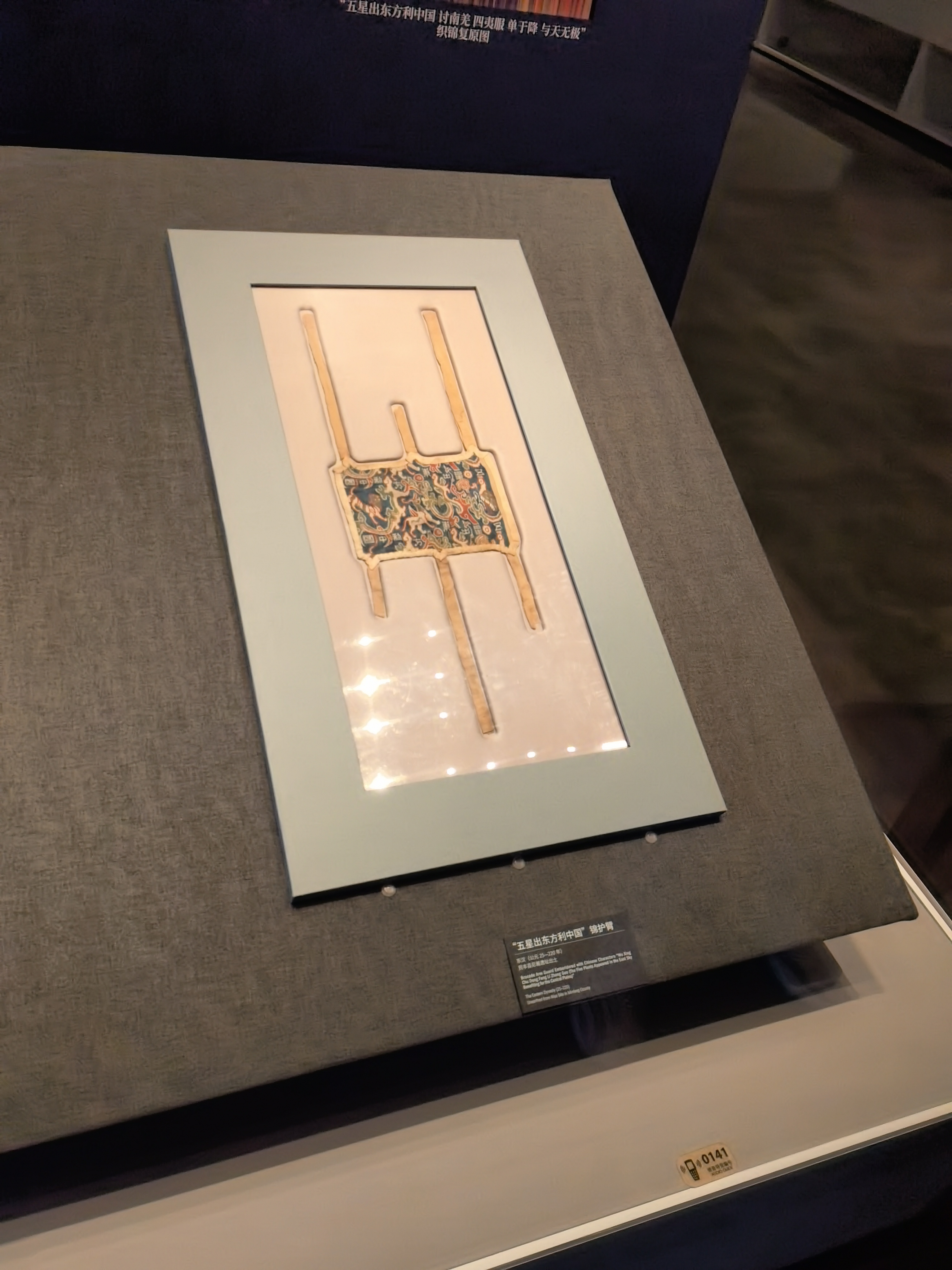
“五星出东方利中国”护膊

“五星出东方利中国”护膊是出土于新疆和田地区民丰县尼雅遗址的织锦护膊，时代为汉代到魏晋时期。“五星出东方利中国”护膊是国家一级文物、首批禁止出国（境）展览文物。在新疆博物馆《新疆历史文物展》中展出。
“五星出东方利中国”护膊为长18.5厘米，宽12.5厘米的五重平纹经锦，是迄今出土汉锦中密度最高的织锦。其面锦有“五星出东方利中国”的汉字和云气纹、鸟兽纹等文饰。“五星出东方利中国”是古时中国星占学占辞用语。其原文为“五星出东方利中国诛南羌四夷服单于降与天无极”，讲述的是西汉赵充国征讨西羌之战果。“五星出东方利中国”护膊及以其为原型改编的舞蹈先后登上中国中央电视台综艺频道节目《国家宝藏》第二季和2023年中央广播电视总台春节联欢晚会。

### 红地对人兽树纹罽袍

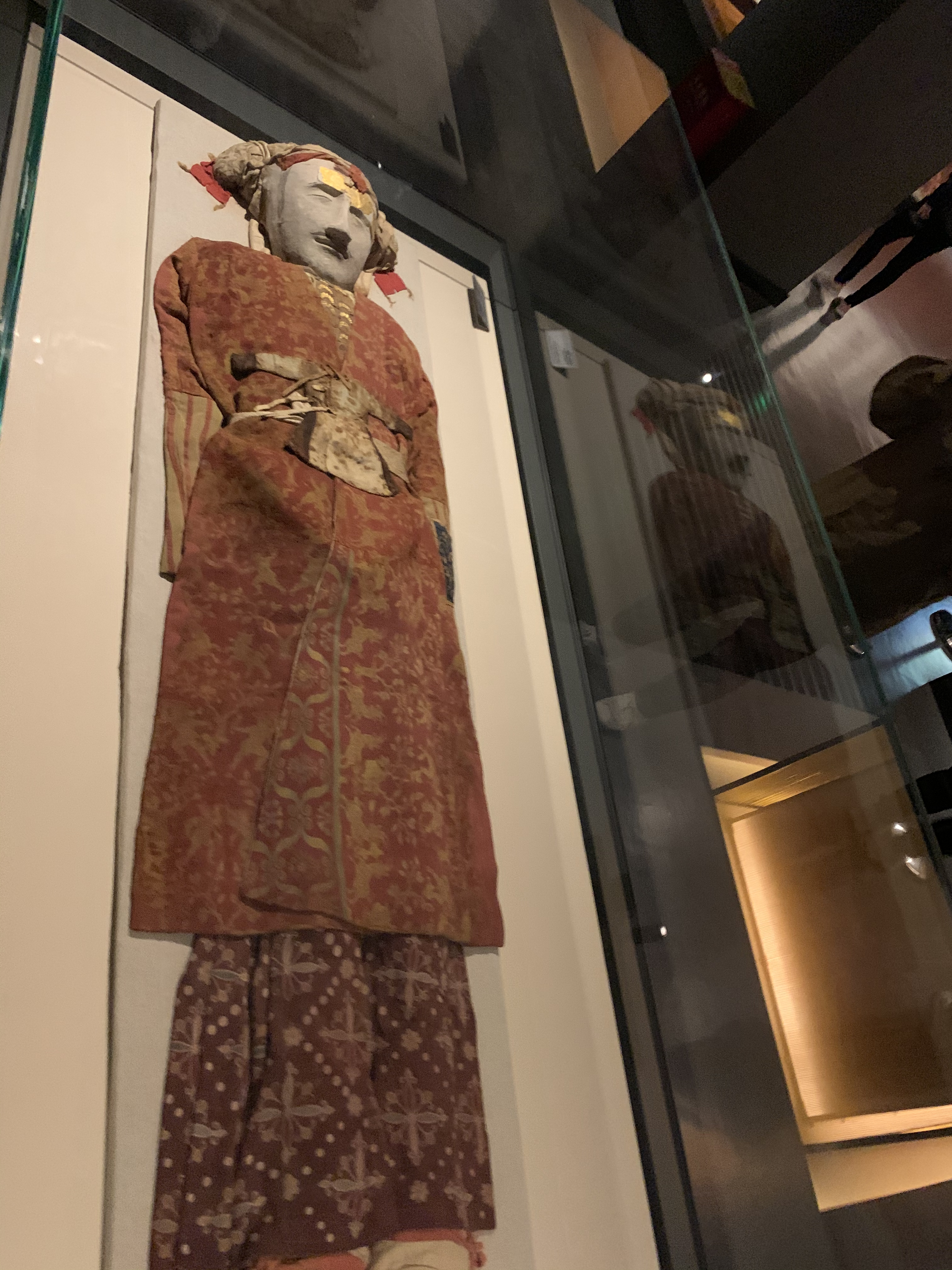
红地对人兽树纹罽袍

红地对人兽树纹罽袍是出土于新疆巴音郭楞蒙古自治州尉犁县营盘古城及古墓群的双层两面纹毛织物，时代为东汉中晚期。红地对人兽树纹罽袍是第三批禁止出国（境）展览文物。红地对人兽树纹罽袍为交领，右衽，长110厘米，双袖展开长185厘米，袖口宽15厘米，下摆两侧开叉到胯部，宽100厘米。袍面为红地对人兽树纹罽（兽毛织品），里衬为淡黄色绢。罽面纹样对称且工整，有作为轴的石榴树纹饰，也有两两相对的手持兵刃人物纹饰，还有牛、羊动物纹饰。其纹样有明显的希腊化艺术风格。

### 彩绘天王木俑

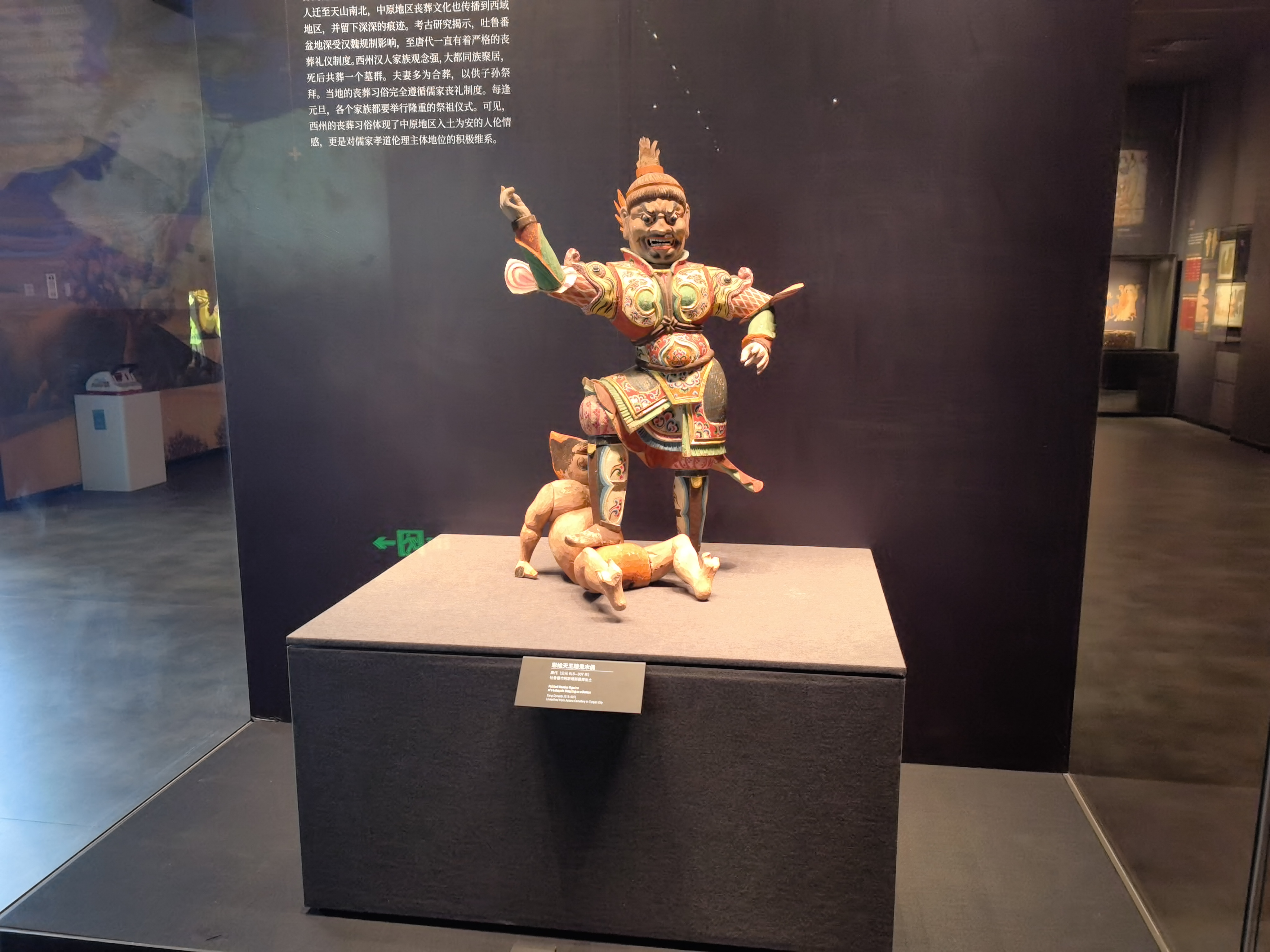
彩绘天王木俑

彩绘天王木俑是出土于吐鲁番市阿斯塔那古墓群的随葬木俑，时代为唐代。彩绘天王木俑高86厘米，是用超过30块木料雕刻、粘合后敷彩而成。其部件小到天王的牙齿都可取下，其精巧程度在新疆出土的镇墓俑罕见。也是迄今中国境内考古发现的唯一木质神煞俑。彩绘天王木俑神态夸张、身着艳丽胄甲，脚踩小鬼。在中央电视台中文国际频道节目《史话新疆》中，彩绘天王木俑作为单独一集出现。在新疆博物馆《新疆历史文物展》中展出。

### “楼兰美女”

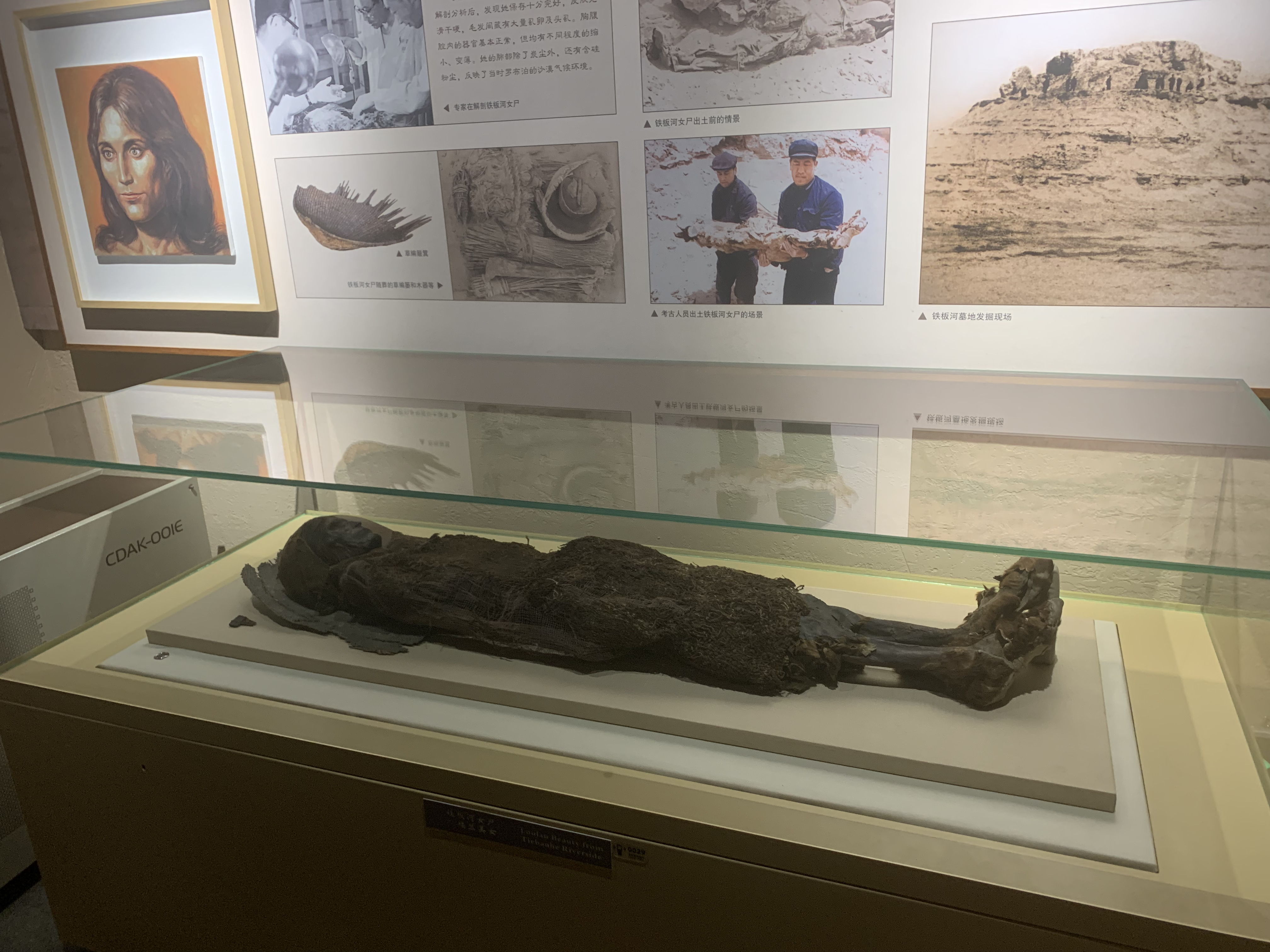
楼兰美女 新疆博物馆

“楼兰美女”为出土自新疆巴音郭楞蒙古自治州若羌县楼兰故城遗址附近铁板河墓地的女性干尸，距今约3800年。“楼兰美女”身长152厘米，重超过10公斤。双目微闭，鼻直而尖，薄嘴唇，褐色皮肤和头发，属古欧洲人种。其头发尚有弹性，皮肤指甲保存完好，内脏都有保存，仅变得干硬、萎缩。出土时头带圆尖顶的毛织帽，帽斜插羽毛。身上包裹毛毡，下身包裹经鞣皮处理的羊皮，脚穿用兽皮缝制的鞋。身上覆盖有羊皮，其上和头边有草编扁筐和提篓。楼兰美女在新疆博物馆《逝者越千年——古代干尸陈列》中展出。

## 建筑设计
新疆博物馆建筑面积共超过49600平方米，可分为一期建筑和二期建筑。

### 一期建筑

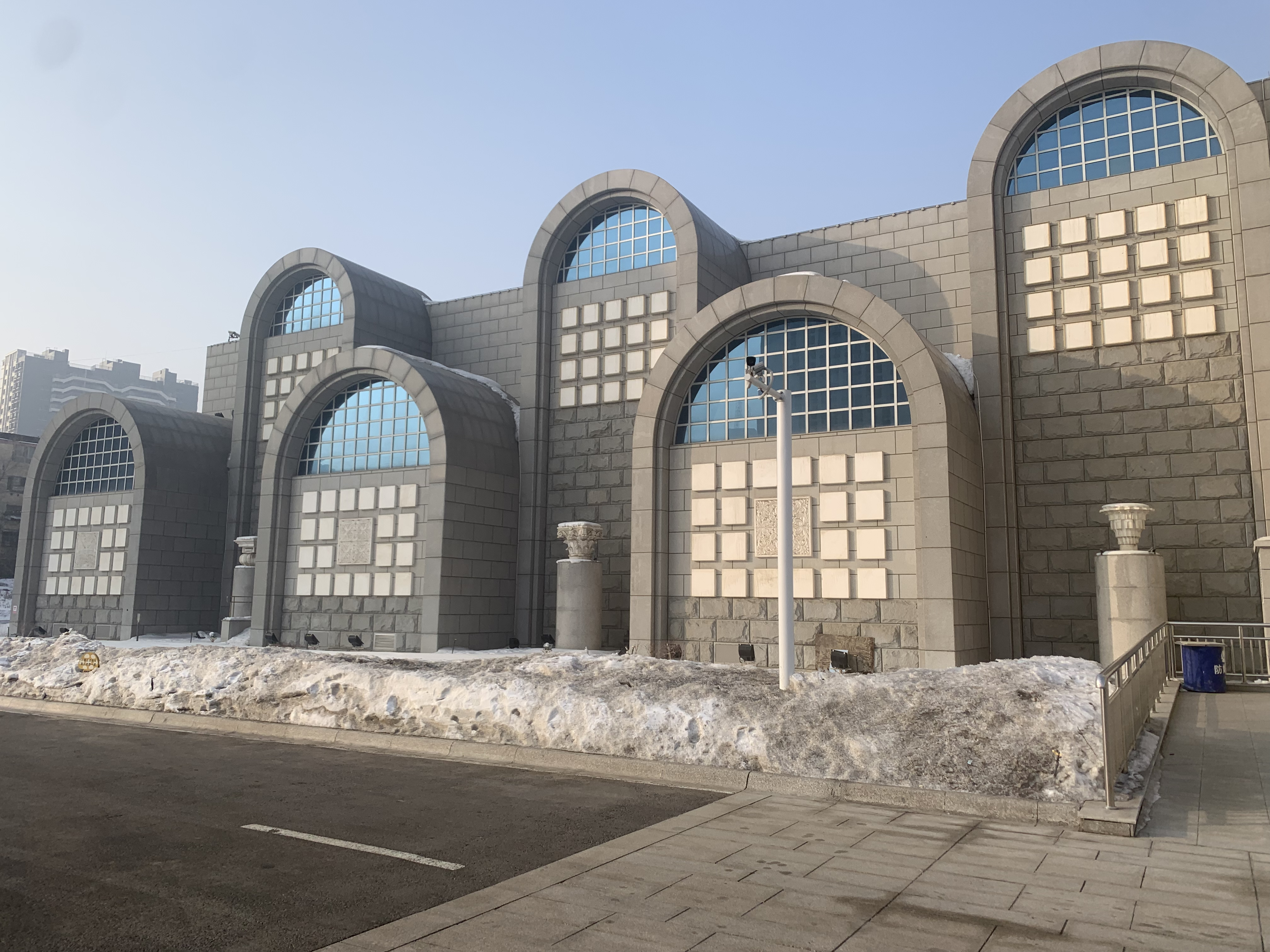
新疆博物馆一期外，可以看到古印度建筑风格、古希腊建筑风格、维吾尔传统建筑风格的柱头

新疆博物馆新馆（一期）建筑面积近17300平方米，主要为框架结构，建筑平面呈“一”字对称。建筑主体高18米有余，地下一层，地上两层，玻璃穹顶高近30米。新疆博物馆新馆（一期）由中国工程院院士王小东等人设计。新疆博物馆新馆（一期）的设计脱胎于旧馆，旧馆的绿色穹顶特征得以保留，不过由玻璃半球代替。新馆建筑风格并未采用具体民族、宗教、历史时期的风格，而是混沌、模糊的泛文化。博物馆外墙以白色花岗岩为主，有方格天窗。入口处有弧型玻璃幕墙，寓意历史是一面镜子。入口处的不锈钢管组成的半月形框架，隐喻是中原传统建筑大屋顶。入口广场设置有6根柱头，分别是古希腊、古罗马、古印度、古波斯、维吾尔建筑风格柱式以及中原传统建筑斗拱。博物馆新馆（一期）内部以磨光花岗岩地面和墙壁为主，二层有环形走廊，一二层侧有新疆历史、民俗文化的画廊雕像。

### 二期建筑
新疆博物馆新馆二期占地面积超过12200平方米，地下一层，地上四层，一楼是定期开放的文物修复室，二楼是“新疆历史文物展”的三个厅，三楼、四楼另有他用。建筑平面形成“口”字，与一期组成“合”字，寓意是新疆在祖国大家庭中和谐发展。二期的公众服务区域面积和文物典藏区面积站建筑面积七成以上。“口”字中间是400平方米的公众休闲区，设餐厅、咖啡厅。建筑方案灵感来源于新疆古代建筑遗址，将新疆古建筑遗址和现代设计方法结合，并融入新疆地域文化和历史文化。

## 学术研究
新疆博物馆在史前文化、丝绸之路古代文明、石窟艺术、古尸研究、彩陶、纺织品等方面做出探索和研究，出版了包括《新疆出土文物》《新疆考古三十年》《吐鲁番出土文书》（录文本，共10册）《新疆文物考古新收获》《回鹘文契约文书》《新疆彩陶》《丝绸之路──汉唐织物》等学术专著，《新疆维吾尔自治区博物馆论文集 2005》《西域历史文化宝藏探研 新疆维吾尔自治区博物馆论文集 第2辑》等论文集，《带你走进博物馆 新疆维吾尔自治区博物馆》等科普图书。
新疆博物馆在文物保护、修复、科研方面有所成就，相继建立了博物馆文物科技保护中心、馆藏文物修复保护中心。新疆博物馆拥有国家文物局“可移动文物修复一级资质”和“可移动文物技术保护设计乙级资质”，并成立“纺织品文物保护国家文物局重点科研基地新疆工作站”和“纸质文物保护国家文物局重点科研基地新疆工作站”。2021年，新疆博物馆历时三年进行了五个文物保护修复项目，修复来自喀什地区、哈密市等地的纺织品文物67件（套）、金属文物31件（套）、彩绘泥塑文物20件（套），其中国家一级文物14件（套）。

## 称号荣誉

### 全国博物馆十大陈列展览精品
新疆博物馆单独或合作举办的多个陈列展入选了由国家文物局指导，中国文物报社、中国博物馆协会主办“全国博物馆十大陈列展览精品”。新疆博物馆具体获奖情况如下：
| 届次（年度）          | 奖项类型       | 展览名称                         | 获奖单位                                   |
| --------------------- | -------------- | -------------------------------- | ------------------------------------------ |
| 第二届（1998年）      | 提名奖         | 丝绸之路文物精品展               | 新疆博物馆、新疆考古所、上海博物馆联合举办 |
| 第七届（2005-2006年） | 最佳服务奖     | 新疆民族风情陈列                 | 新疆博物馆                                 |
| 第九届（2009-2010年） | 最佳宣传推广奖 | 永远和祖国在一起                 | 新疆博物馆                                 |
| 第十二届（2014年）    | 优胜奖         | 西域历史的记忆——新疆历史文化陈列 | 新疆博物馆                                 |
| 第十三届（2015年）    | 优胜奖         | 逝者越千年——新疆古代干尸陈列     | 新疆博物馆                                 |
| 第二十届（2022年）    | 特别奖         | 新疆历史文物展                   | 新疆博物馆                                 |

### 国家级名录、称号
2001年6月，新疆博物馆被列入第二批《全国爱国主义教育示范基地名单》。2008年4月，新疆博物馆被中华人民共和国国家旅游局列为国家4A级旅游景区。5月，新疆博物馆被国家文物局列为首批国家一级博物馆。2017年12月，新疆博物馆被中华人民共和国教育部列为首批全国中小学生研学实践教育基地、营地。

## 文创活动

### 文创产品

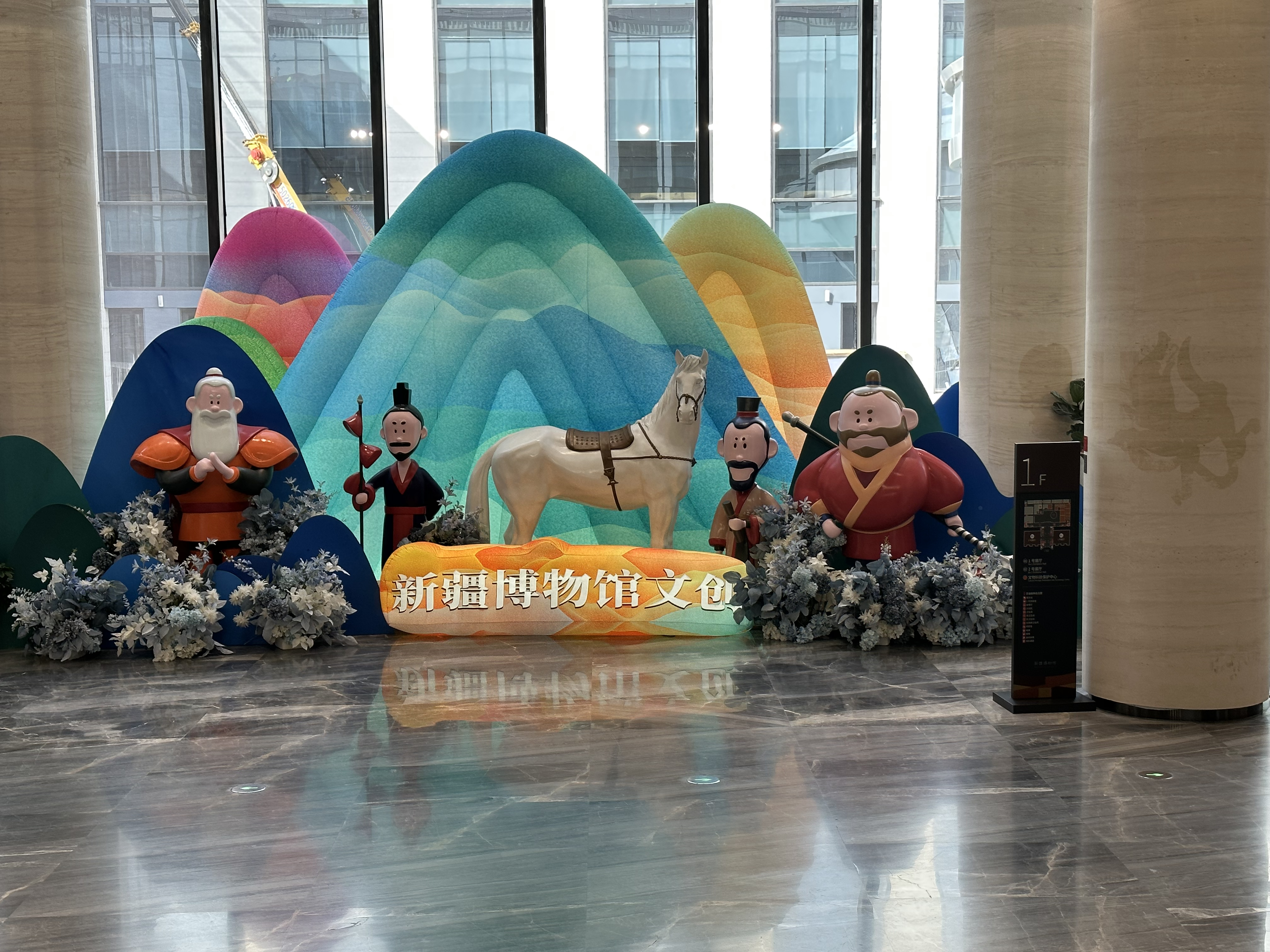
新疆博物馆文创区

2016年5月，《国务院办公厅转发文化部等部门关于推动文化文物单位文化创意产品开发若干意见的通知》印发，中华人民共和国文化部和国家文物局将新疆博物馆列入《文化文物单位文化创意产品开发试点单位名单》。
自2017年起新疆博物馆先后将“五星”“唐小驹”系列等至少600余种文创产品推向市场，内容包括日用品、文具、乡村特产等。其中数个文创系列受到欢迎，包括2021年10月新疆博物馆推出的以唐代彩绘舞女俑结合博斯腾湖、喀纳斯湖、赛里木湖、天山天池而设计“绮梦疆湖”系列文创，文创产品包括毛毡笔、冰箱贴、书签、团扇等。2021年底推出的以国家一级文物虎纹圆金牌为素材“潮虎想象”系列文创，产品包括红包、香囊、徽章、抱枕等。2023年8月，新疆博物馆推出以张骞、郑吉、班超、耿恭四位汉代历史人物为原型，加之伏羲女娲图等珍贵文物为创意的“守望吧疆山”系列文创，文创产品有100多种。除博物馆内，新疆博物馆文创产品还与景区合作，推出有文物元素的主题秀、与八路军驻新疆办事处纪念馆、昌吉回族自治州博物馆等单位以及尼勒克县扶贫厂家合作共同研发文创产品。

### 社教活动
作为“全国中小学研学实践教育基地”，新疆博物馆还先后举办过主题研学、招募小小讲解员、文物知识竞猜等活动，让新疆博物馆成为青少年“第二课堂”。新疆博物馆还会组织组织举办“流动博物馆”进校园、乡村、社区等，形式除图文展板及讲解外。有时还包括VR展览、文物拼图等。2023年至5月18日为止，新疆博物馆“流动博物馆”巡展14场次，2.2万人观展。另外，2017年起，新疆博物馆会举办面向社会公众的宣传教育专栏《新博讲堂》，《讲堂》会邀请不同领域的专家学者，讲授相关领域的前沿问题等，首期《新博讲堂》邀请的是北京大学荣新江教授和中国人民大学孟宪实教授。
传统节日或纪念日时，新疆博物馆也会举办相应活动。如2023年春节期间，新疆博物馆举办“张灯结彩迎新春——手工制作花灯”“红包添福——小钱包制作”“章服之美——卡纸手工汉服制作”等青少年社教活动以及2023年母亲节，新疆博物馆举办的“以爱之名致敬母亲”扭扭棒郁金香制作社教活动等。国际博物馆日，新疆博物馆同样会举办不同社教活动，如2023年，新疆博物馆文物科技保护中心对外开放，并举办7场社会教育活动等。除此之外，新疆博物馆在2022年6月推出“文物活化舞台剧”《千年之语》，并于2023年5月推出其升级版。舞台剧分为“龟兹乐舞”“小河公主”“音韵和鸣”“绮梦踏歌”“五星出东方利中国”5个篇章。

## 争议事件
20世纪末至21世纪初，新疆博物馆曾曝出两次文物被盗事件震惊中国文物界。从而引出当时博物馆馆长杜根成有关的火烧文物、博物馆基建等多个争议事件。博物馆工作人员黄小江负责和田地区洛浦县山普拉古墓群出土的以毛织物为主的文物进行保管、整理和研究。从且末县文化局辞职下海的阿里木·买买提接触到国际文物走私的“发财之路”。阿里木·买买提借着学习考古知识为名，开始与黄小江频繁接触。并多次从黄小江处“借”出由其保管的山普拉古墓群出土的文物22件。其中12件最终归还，剩下的9件国家一级文物、1件国家二级文物均被贩卖。2000年这件新疆博物馆文物失踪案告破，黄小江、阿里木·买买提等人被捕。
2002年9月，新疆博物馆又传出馆藏的从楼兰古城、尼雅遗址出土的国家一级文物白玉斧、青玉斧、系红绢带龙纹铜镜，铜镜袋、四兽纹铜镜被盗的新闻。这导致时任新疆博物馆馆长杜根成的管理方式遭到质疑。在博物馆工作人员给新疆维吾尔自治区文化厅的投诉信中，又爆出因保存不当导致民俗文物霉变、虫蛀后，杜根成两度组织销毁民俗文物超过100件，其中包括从新疆各地征集来的金线绣男式袷袢等珍品。除此之外，杜根成任职期间，还有一件国家一级文物彩绘陶舍利罐被摔坏，交河古城出土的金器等三件文物被摔坏。
在新疆博物馆新馆的建设上，博物馆工作人员和杜根成也有较大分歧。一些工作人员认为，旧馆始建于20世纪50年代初期，其建筑风格影响了中亚多个地区，而且经历过1964年6.6级地震且完好无损，是乌鲁木齐市标志性建筑。但杜根成认为旧馆年久失修，需要立即建立新馆。最终旧馆在2000年夏天被拆除。2003年，乌鲁木齐市沙依巴克区检察院对杜根成立案调查，2004年2月，新疆维吾尔自治区高级法院作出终审判决判处杜根成有期徒刑10年。

## 图库

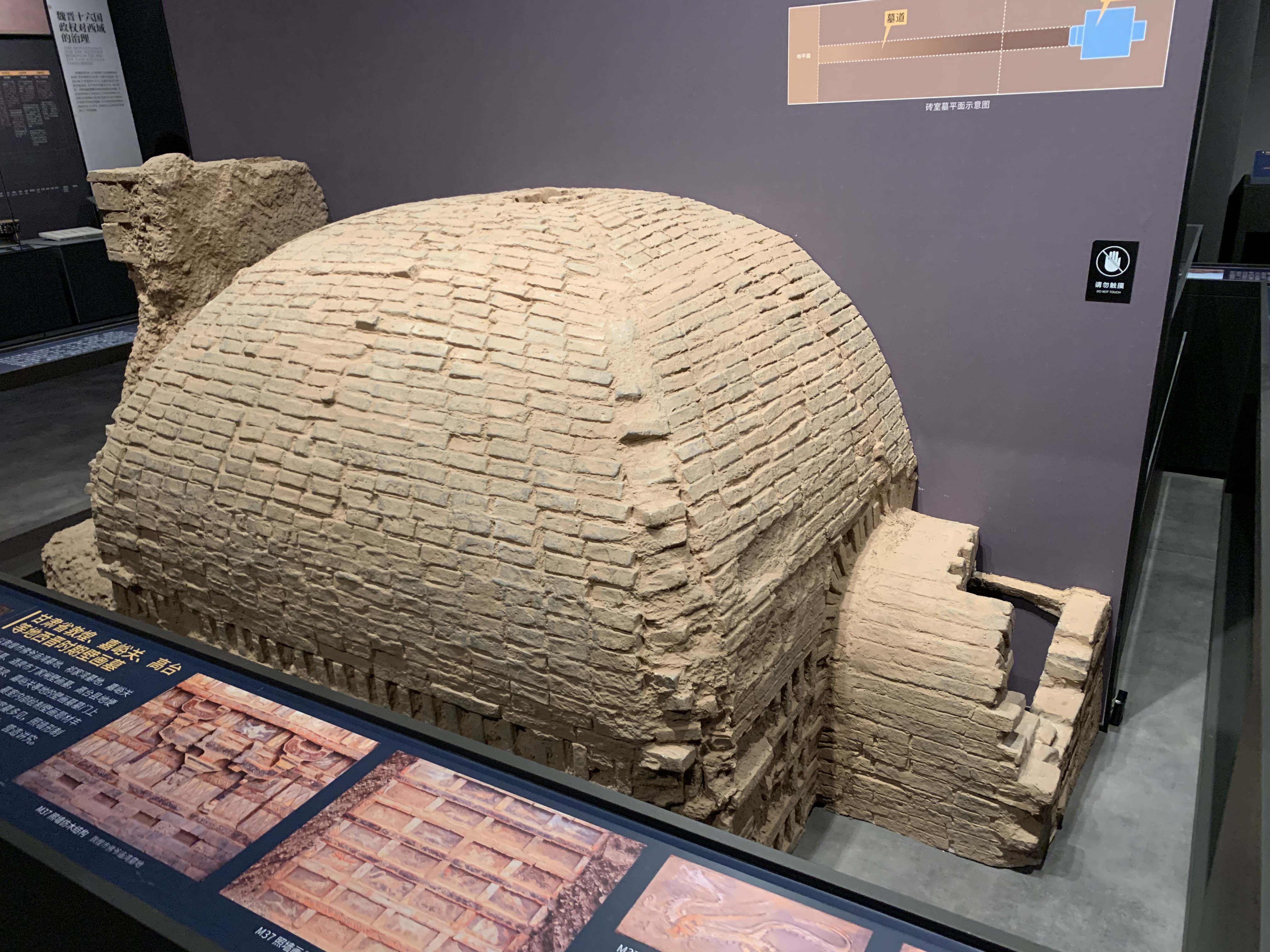
库车友谊路墓群之砖室墓的立体复原
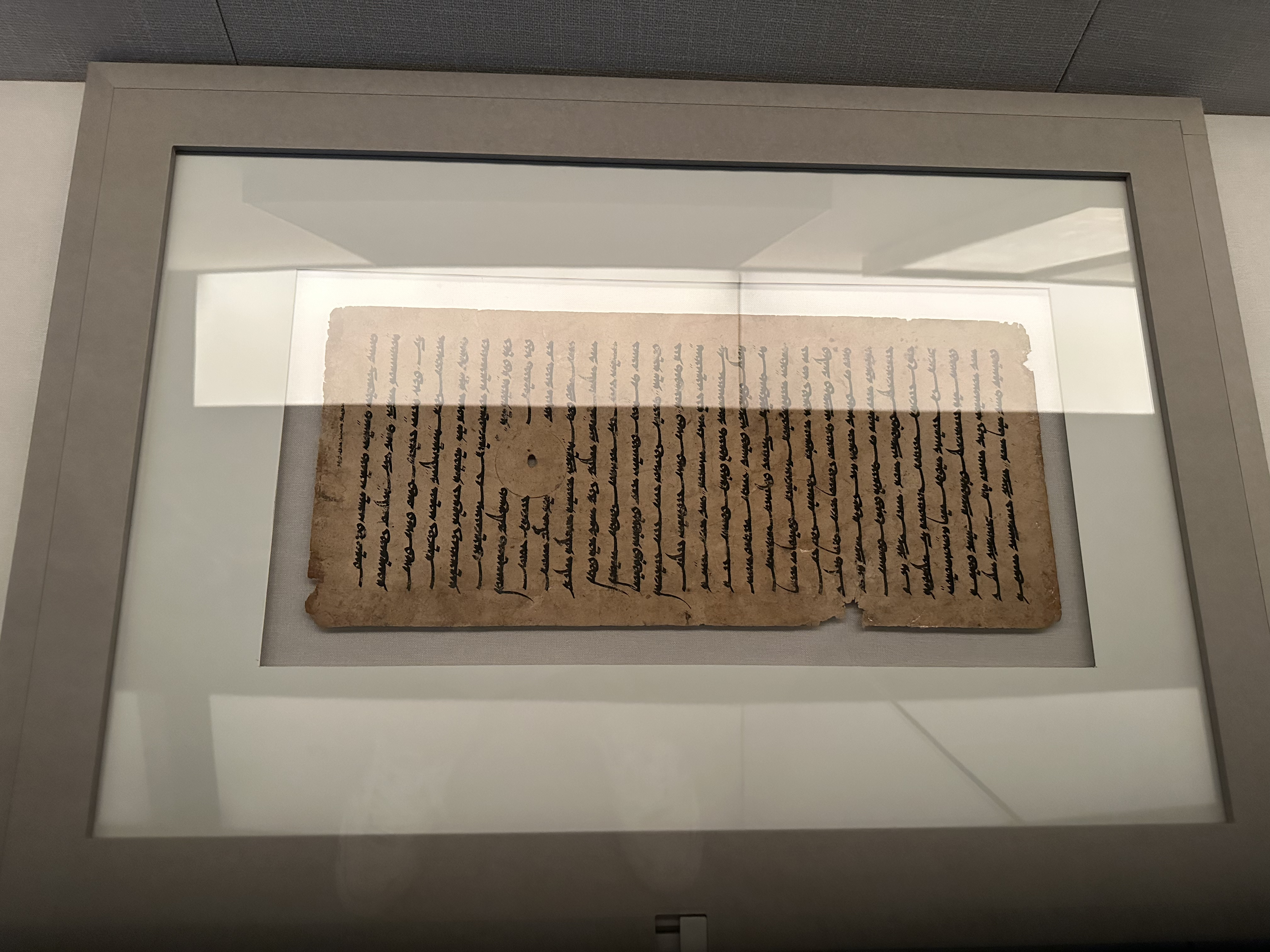
回鹘文《弥勒会见记》
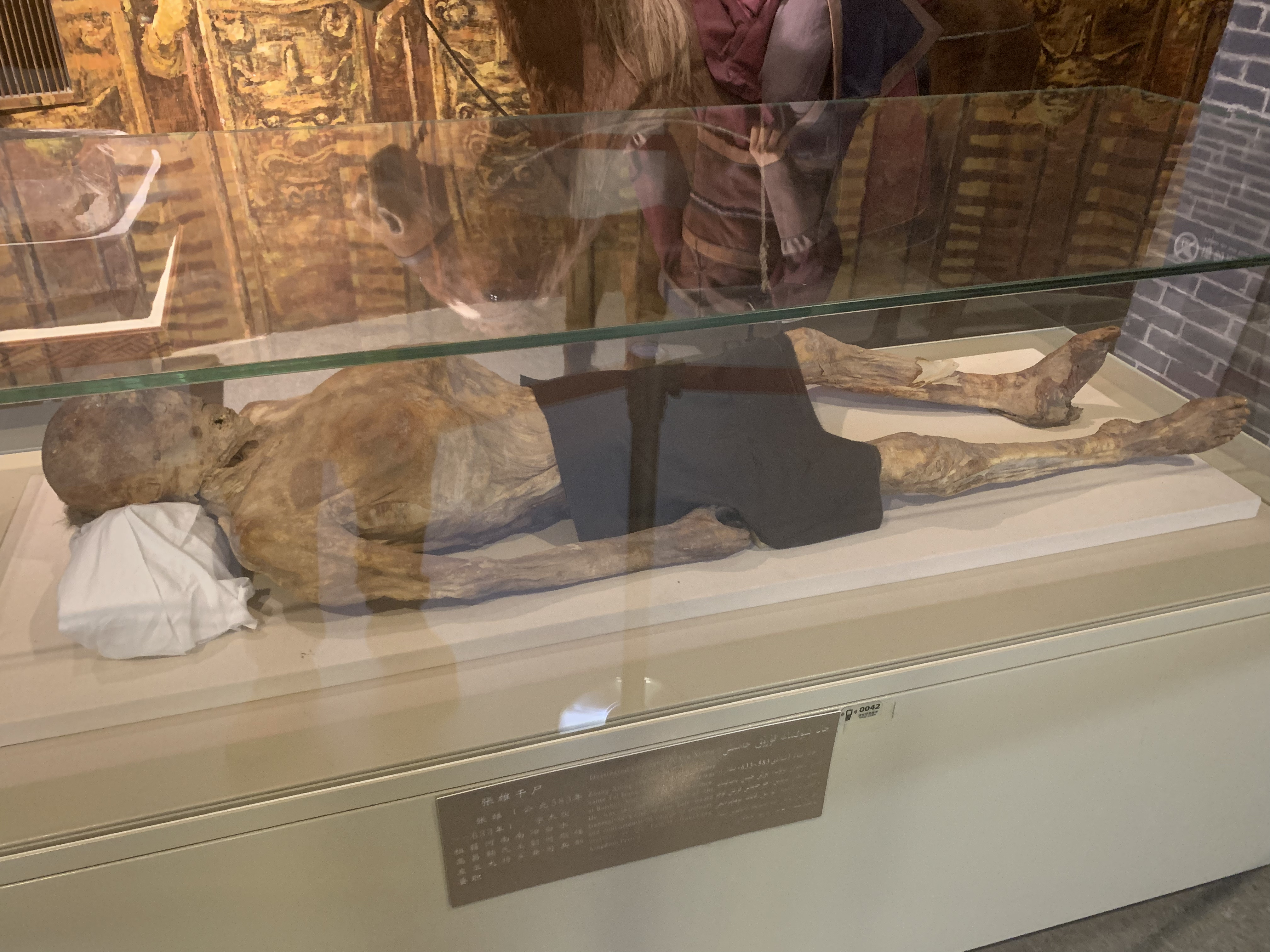
麹氏高昌左卫大将军张雄
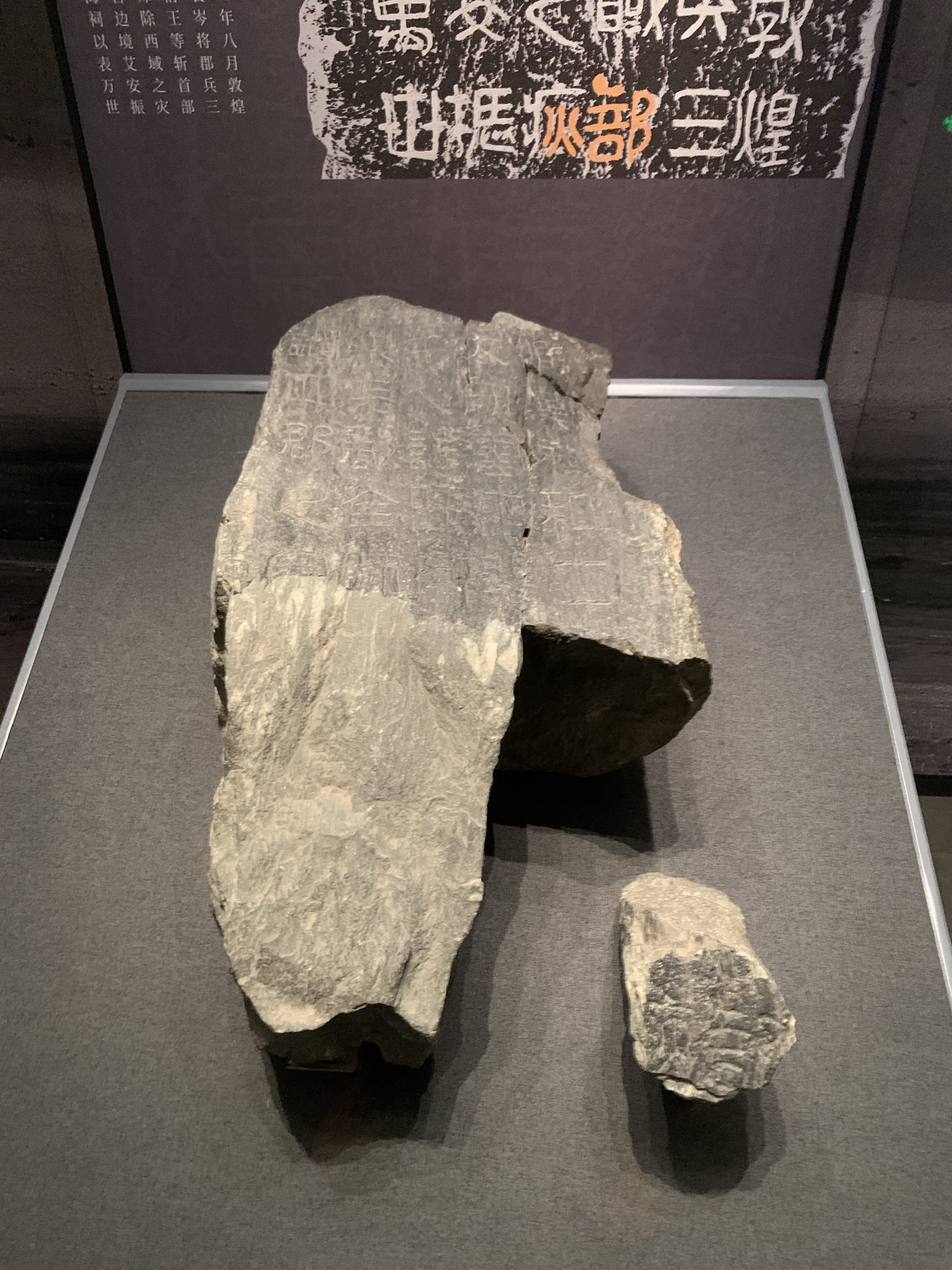
裴岑纪功碑实物
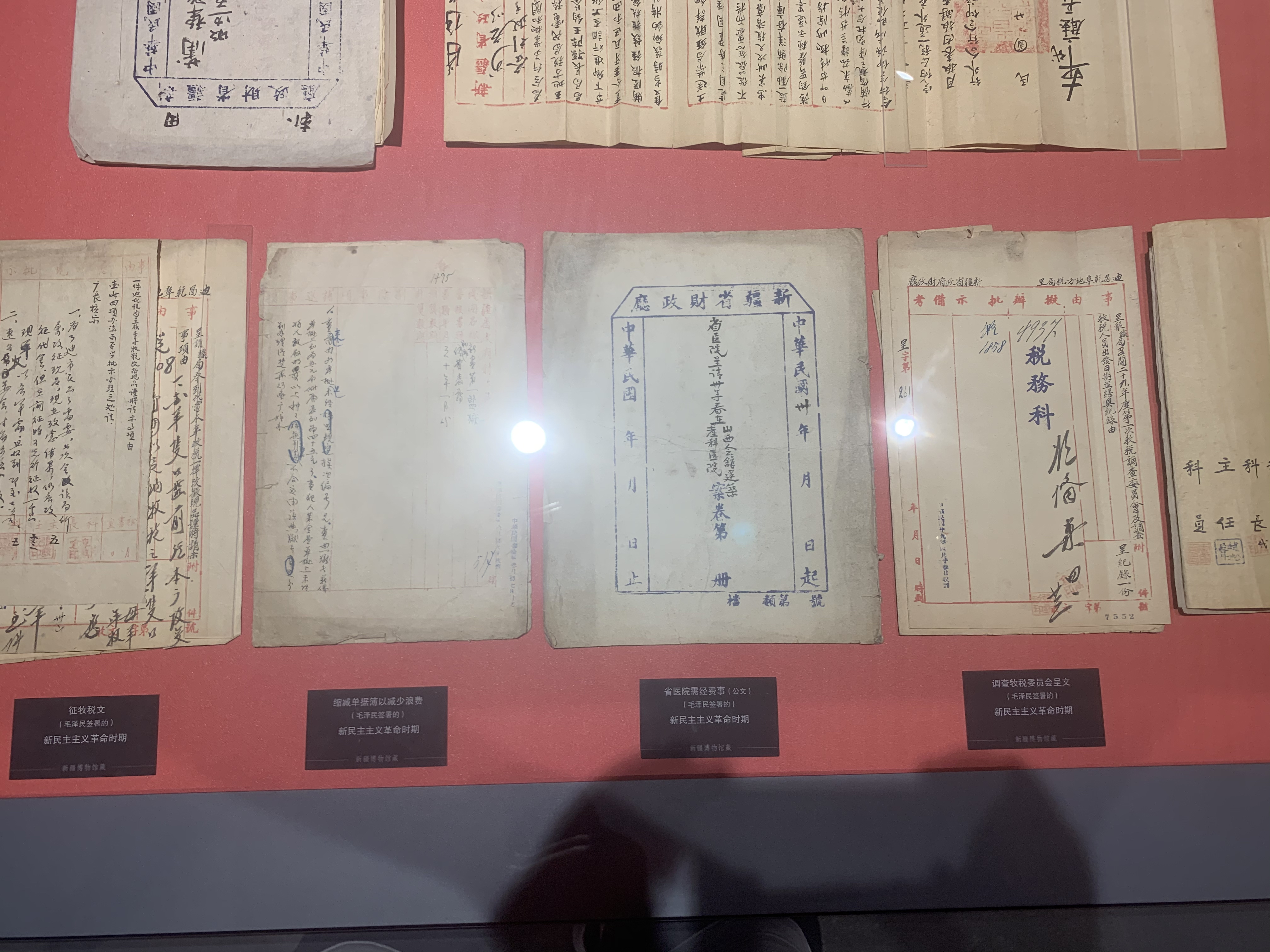
毛泽民签署的各类文件
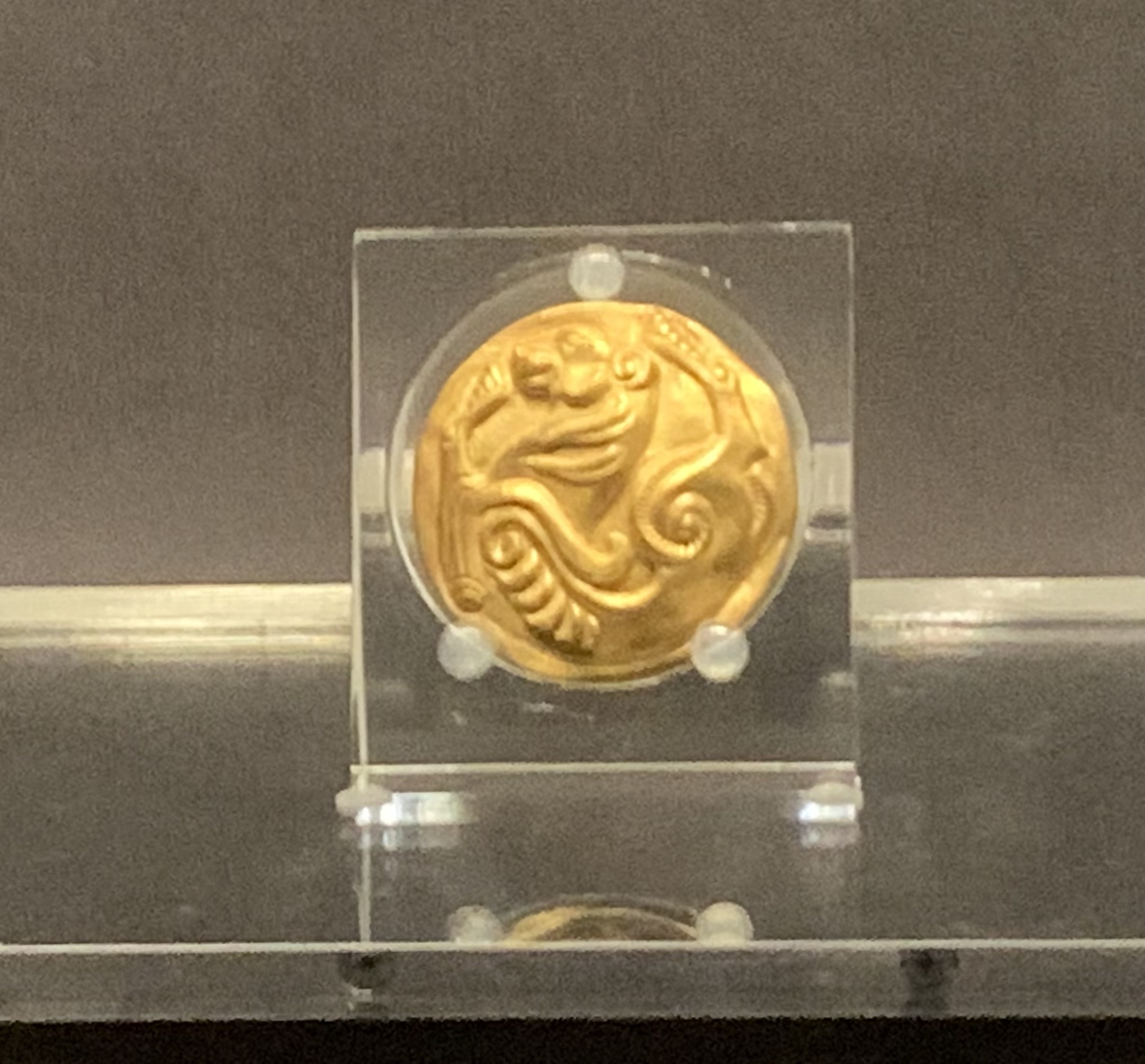
虎纹圆金牌
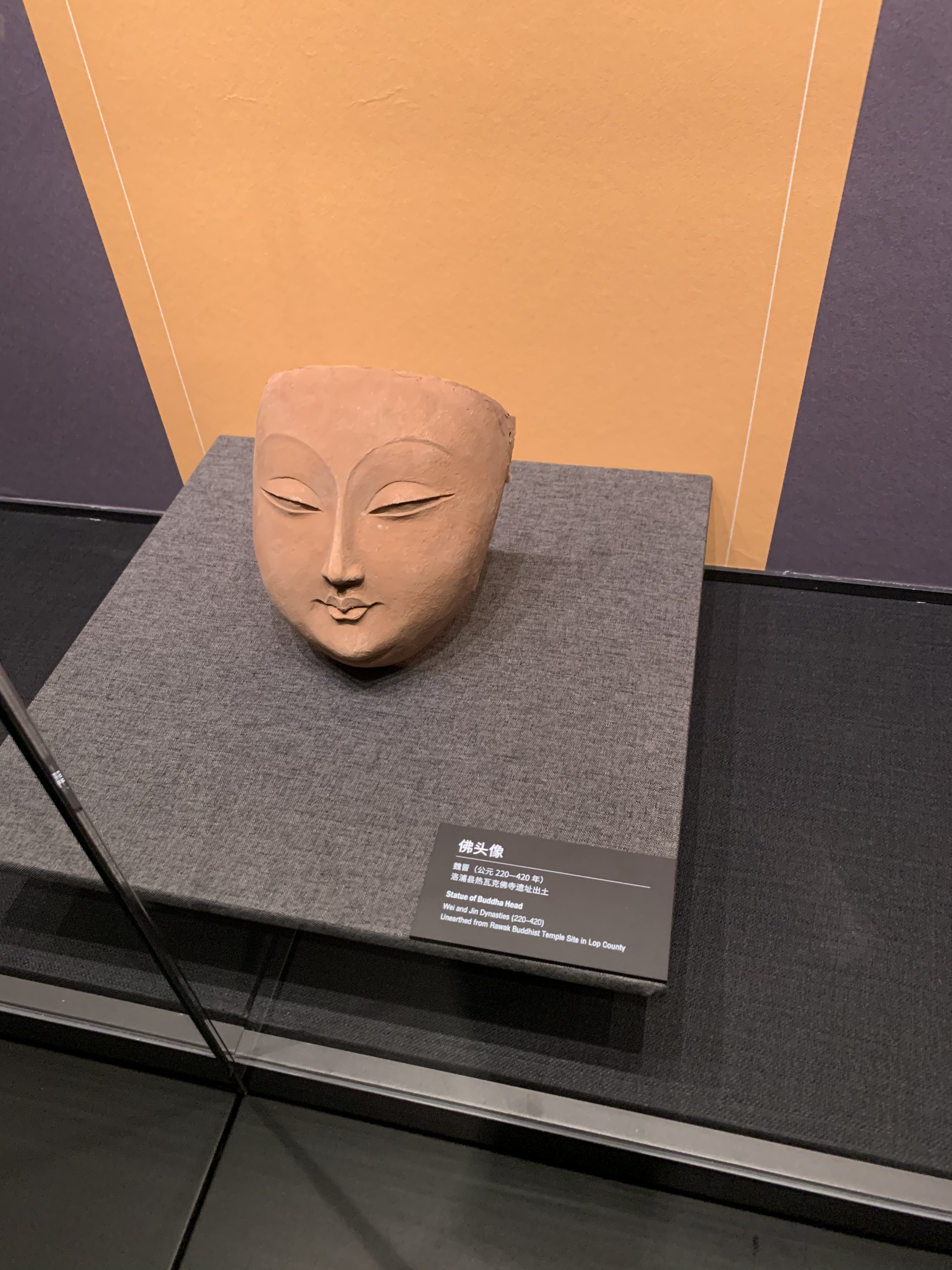
热瓦克佛寺遗址出土的佛头像
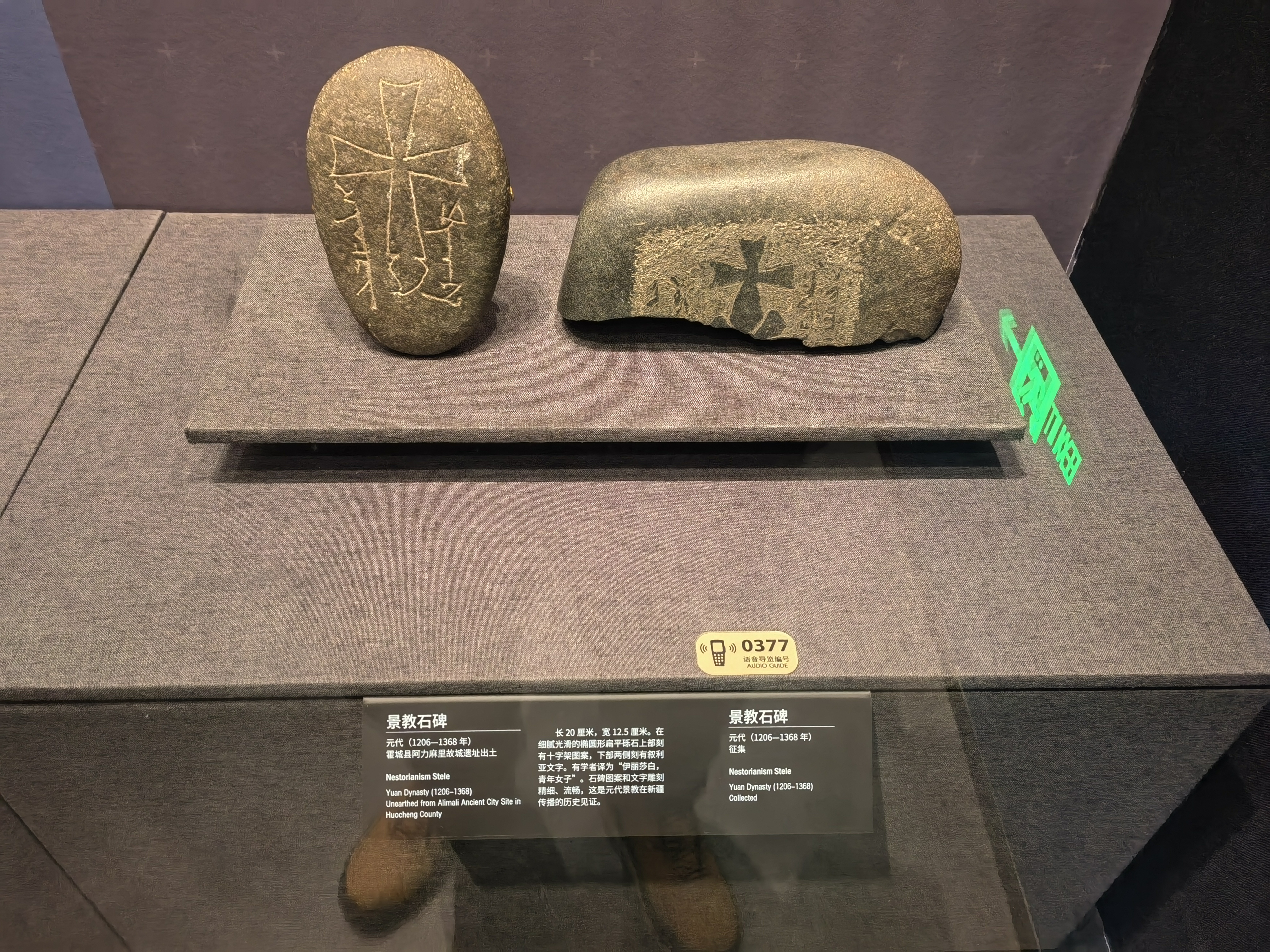
阿力麻里古城遗址出土的景教石碑
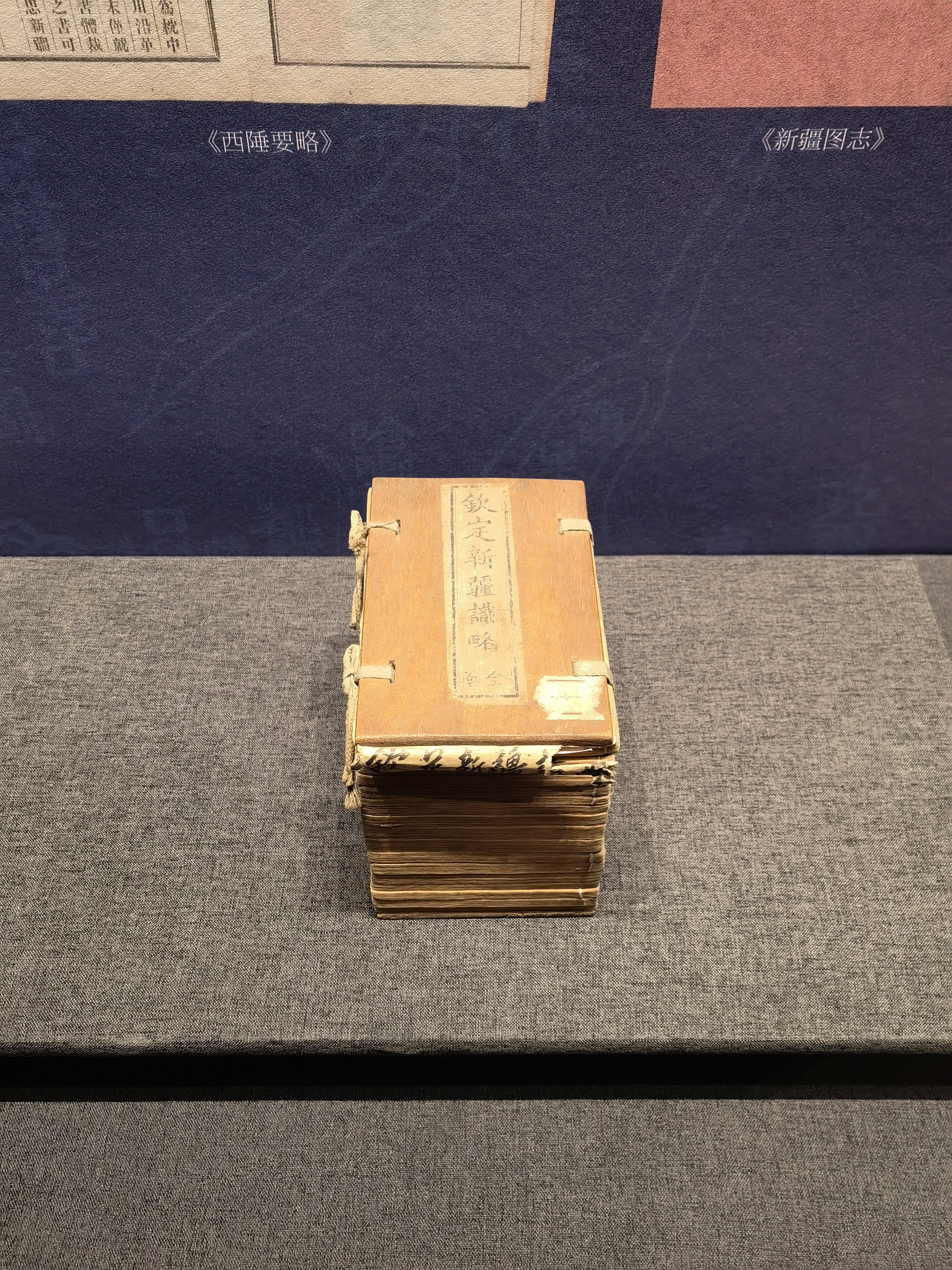
新疆博物馆馆藏《钦定新疆识略》
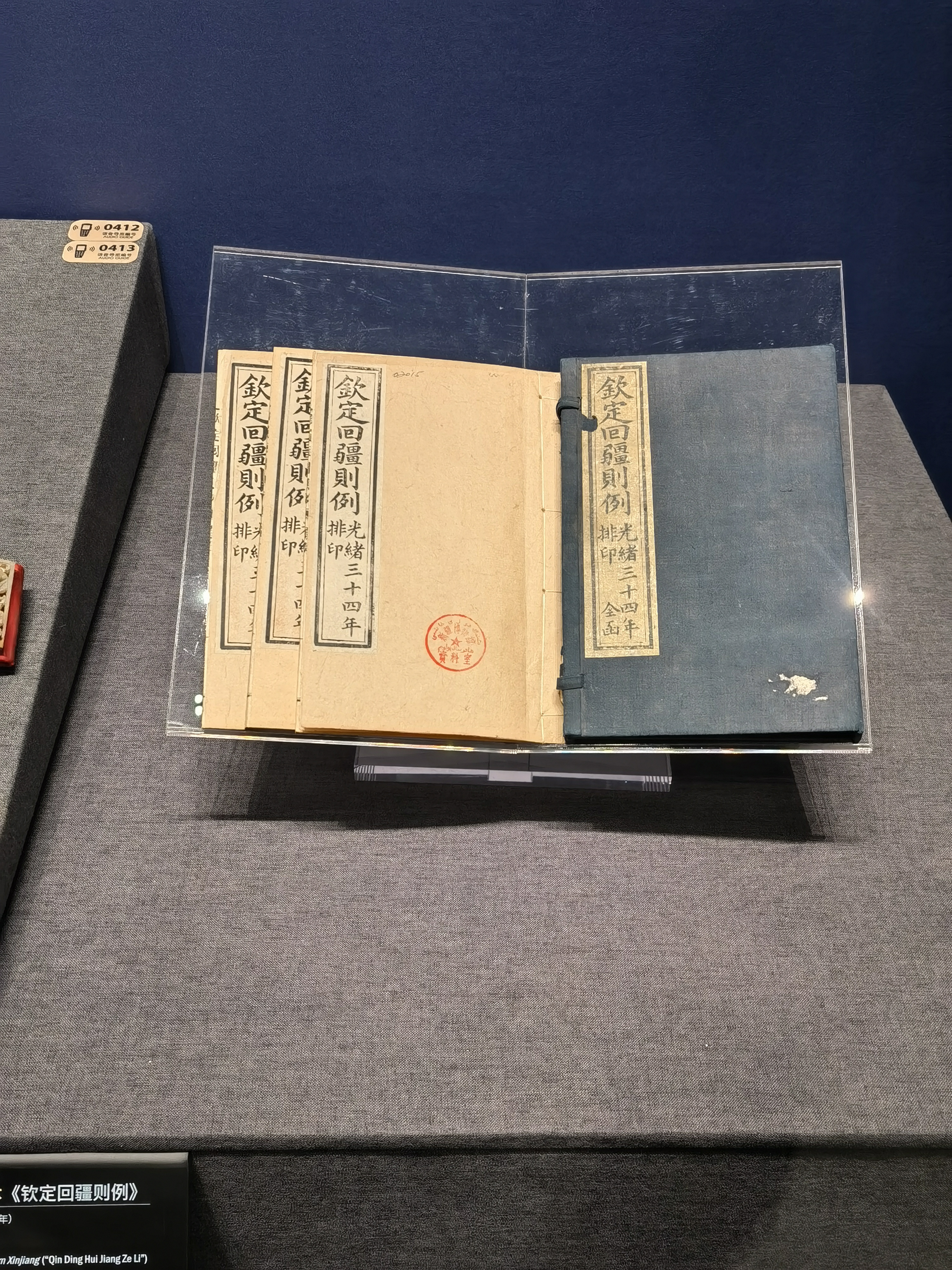
新疆博物馆馆藏的《钦定回疆则例》
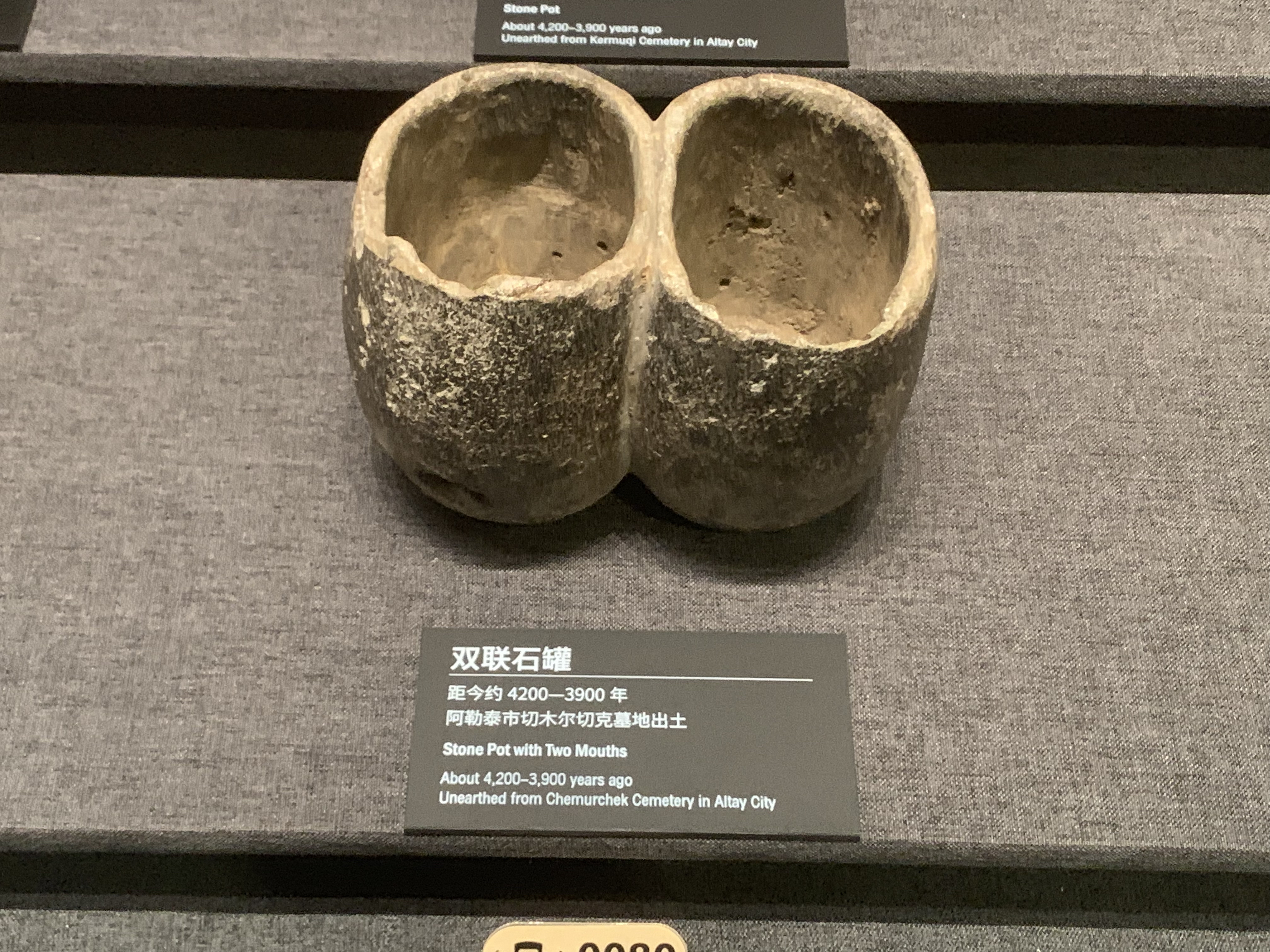
切木尔切克石人及石棺墓群出土的双联石罐
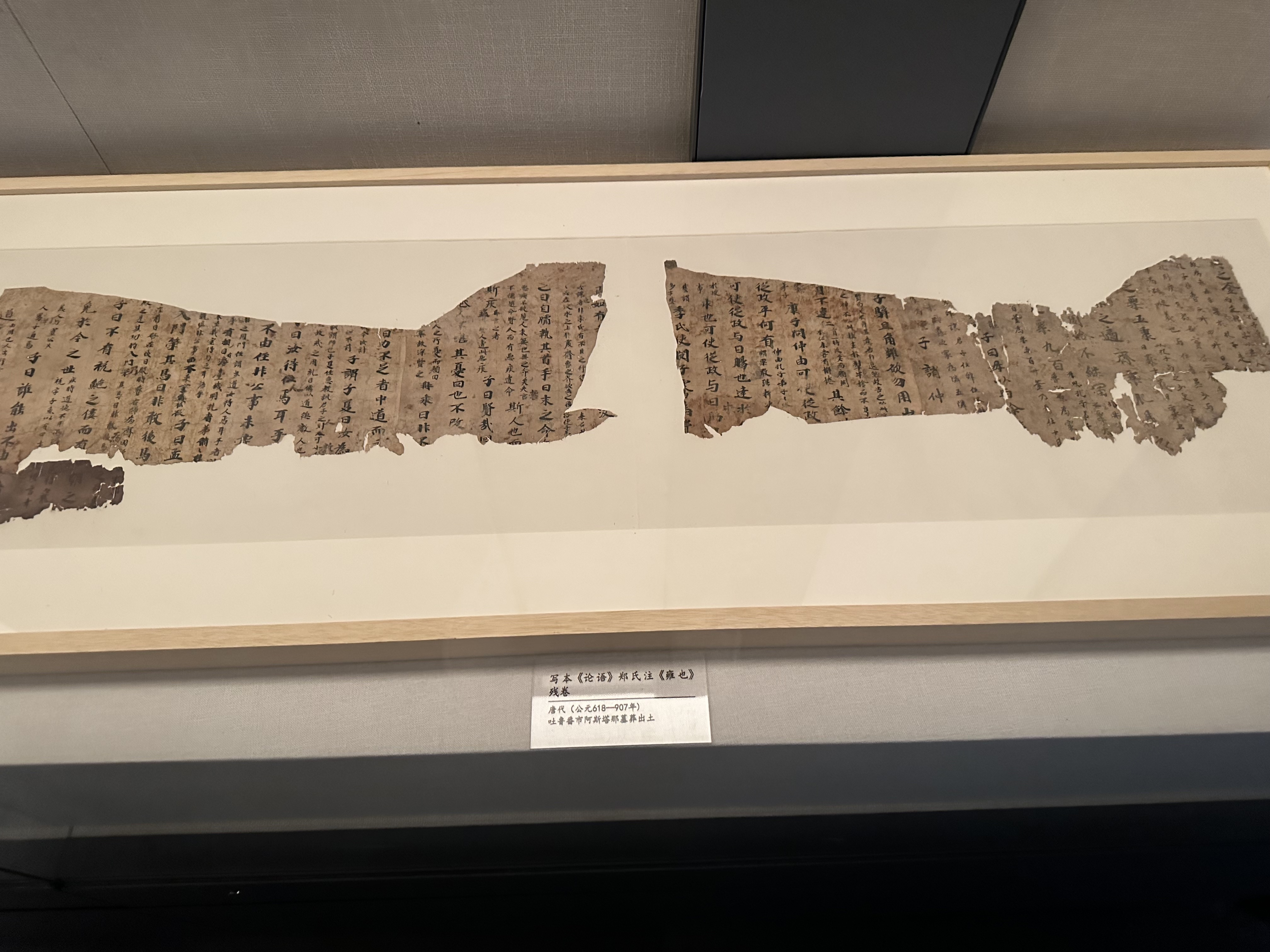
写本《论语》郑氏注《雍也》残卷